# Miastkówek
Miastkówek [pronunciación en polaco: /mjastˈkuvɛk/] es un pueblo ubicado en el distrito administrativo de Gmina Michów, dentro del Condado de Lubartów, Voivodato de Lublin, en Polonia oriental. Se encuentra aproximadamente a 5 kilómetros al noroeste de Michów, a 25 kilómetros  al oeste de Lubartów, y a 40 kilómetros al noroeste de la capital regional Lublin.